# Circuito callejero de Brooklyn

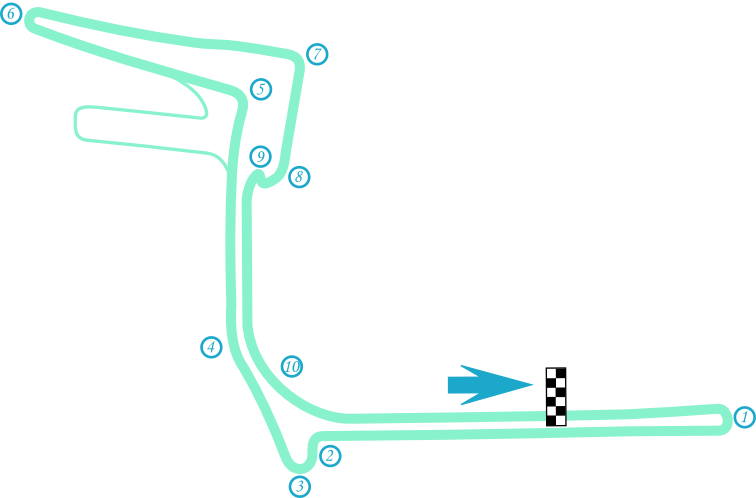
Trazado anterior (2017)

El Circuito callejero de Brooklyn es un circuito urbano de carreras ubicado en Nueva York, Estados Unidos. Fue anunciado en septiembre de 2016 y es sede del e-Prix de Nueva York de Fórmula E.

## Historia
Se crearon varios diseños de circuitos iniciales para el e-Prix inaugural de la ciudad de Nueva York, y el diseño final finalmente se formalizó unas semanas antes de la carrera. El circuito acogió debidamente dos e-Prix de Nueva York en 2017, antes de que se pusieran en marcha los planes para ampliar el circuito después de que FE revelara sus planes para un nuevo coche, el Spark SRT05e, que prometía más rendimiento. Se agregó un nuevo complejo para reemplazar la horquilla de la curva trece, lo que resultó en que Allianz e-Village se trasladara al lado opuesto del circuito.
Se realizaron más revisiones antes de la carrera de 2019, y el complejo de boxes se movió para comenzar directamente.

## Ganadores

### Jaguar I-Pace e-Trophy
| Año     | Piloto         | Escudería            | Fecha       |
| ------- | -------------- | -------------------- | ----------- |
| 2018-19 | Sérgio Jimenez | Jaguar Brazil Racing | 13 de julio |
| 2018-19 | Sérgio Jimenez | Jaguar Brazil Racing | 14 de julio |